# Francesco Cennini de’ Salamandri
Francesco Cennini de’ Salamandri (ur. 21 listopada 1566 w Sarteano, zm. 2 października 1645 w Rzymie) – włoski kardynał.

## Życiorys
Urodził się 21 listopada 1566 roku w Sarteano, jako syn Curzia Cenniniego i Iacomy Franceschi. Studiował na Uniwersytecie Sieneńskim, gdzie uzyskał doktorat utroque iure. W 1591 roku przyjął święcenia kapłańskie. Wkrótce potem został archiprezbiterem katedry w Chiusi i wikariuszem generalnym diecezji. Po kilku latach, wyjechał do Rzymu, gdzie wstąpił na służbę do Kurii Rzymskiej. 1 października 1612 roku został wybrany biskupem Amelii, a dwadzieścia dni później przyjął sakrę. W 1618 roku został nuncjuszem w Hiszpanii oraz łacińskim patriarchą Jerozolimy. 11 stycznia 1621 roku został kreowany kardynałem prezbiterem i otrzymał kościół tytularny S. Marcello. W tym samym roku zrezygnował z nuncjatury. Dwa lata później został przeniesiony do diecezji Faenzy, jednak zarządzał nią poprzez wikariuszów. Urban VIII powierzył mu prowadzenie negocjacji z księciem Urbino Franciszkiem Marią Della Rovere o uznanie praw Państwa Kościelnego w księstwie, w przypadku gdy władca, jak się wydawało, prawdopodobnie umrze bez spadkobierców. Kardynał odwiedził księcia i przekonał go, by nie ulegał namowom cesarza Ferdynanda Habsburga i księcia Toskanii Ferdynanda Medyceusza. W listopadzie 1623 roku della Rovere podpisał dokument, przyznający prawa Kurii Rzymskiej. 25 lutego 1641 roku został podniesiony do rangi kardynała biskupa i otrzymał diecezję suburbikarną Sabina. Około 1643 roku zrezygnował z zarządzania diecezją Faenza, a rok później został prefektem Kongregacji Soborowej. Pełnił także rolę biskupa diecezji Porto-Santa Rufina i subdziekana Kolegium Kardynalskiego. Zmarł 2 października 1645 roku w Rzymie.